# Balls 8
Vous lisez un « bon article » labellisé en 2011.
Le Balls 8 est un Boeing B-52B Stratofortress utilisé par la NASA comme avion porteur sous la désignation « NB-52B ». Modifié à l'origine pour emporter l'avion fusée North American X-15, le Balls 8 emporte également, au cours de sa carrière, d'autres avions expérimentaux dont le X-43 qui détient le record de vitesse pour un engin aérobie.
Le 52-0008, de son numéro d'identification militaire, est le dixième B-52 construit, et est désigné à l'origine comme RB-52B pour servir d'avion de reconnaissance pour la United States Air Force. Il effectue son premier vol le 11 juin 1955 et est par la suite utilisé comme avion d'essais par l'USAF. En 1959, le Balls 8 et un B-52A reçoivent des modifications dans le but de servir d'avion porteur du X-15 au service de la NASA.
Le 17 décembre 2004, après 49 ans de carrière au cours de laquelle seulement un peu plus de 1 000 vols ont été réalisés, le Balls 8 est retiré du service. Aujourd'hui, il est préservé sur l'Edwards Air Force Base, en Californie.

## Genèse du projet

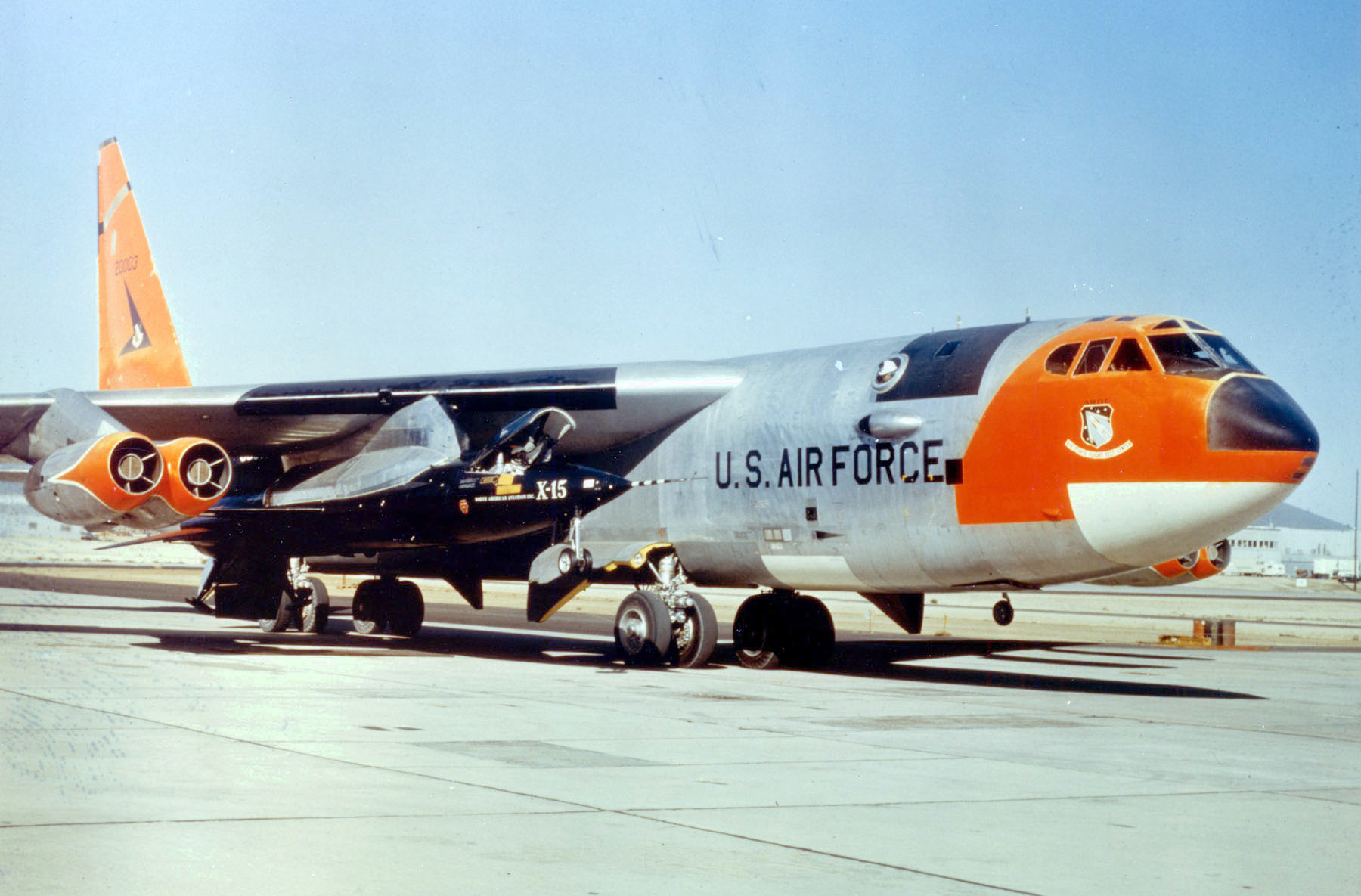
Le NB-52A serial 52-0003 avec le X-15 accroché sous l'aile droite.

En décembre 1954, le projet d'avion à très grande vitesse, qui deviendra le X-15, est validé par le National Advisory Committee for Aeronautics (NACA). Il est financé en majeure partie par la United States Air Force (USAF), ainsi que par la Navy. La proposition de North American est retenue et trois commandes sont passées pour l'avion fusée X-15 en décembre 1955.
Pour pouvoir larguer le X-15 en altitude, la NASA, nouvellement créée, acquiert à la fin des années 1950 deux B-52 Stratofortress devant servir d'avions porteurs. Le premier d'entre eux est le B-52A serial 52-0003, le cinquième B-52 à sortir des chaînes d'assemblage et le dernier B-52A construit. Le second est le RB-52B 52-0008, provenant de l'USAF ; il s'agit du dixième B-52 construit,,. Entre 1958 et 1959, ces deux appareils sont modifiés, à l'usine de l'Air Force Plant 42 de Palmdale, pour leur permettre d'endosser leur nouveau rôle,,.
Une découpe de 1,8 m par 2,4 m est pratiquée dans le bord de fuite de l'aile droite, afin de laisser la place à la dérive du X-15 et un pylône d'emport est ajouté sous cette aile. La découpe de l'aile empêche l'utilisation des volets intérieurs, ce qui fait que les avions doivent décoller et atterrir à plus grande vitesse que normalement. L'ancienne soute à bombes reçoit un réservoir d'oxygène liquide et d'eau oxygénée, pour permettre le complément des pleins du X-15, avant qu'il ne soit largué. Deux hublots sont percés sur le côté droit du fuselage afin d'observer et de filmer les essais de largage. De plus, la tourelle de queue du RB-52B est retirée, l'avion n'ayant plus à s'en servir au cours des vols d'essai. Les deux Stratofortress reçoivent le préfixe « N », comme avions d'essais en vol, selon le système de désignation en vigueur,.

## Historique

### Essais avec le X-15

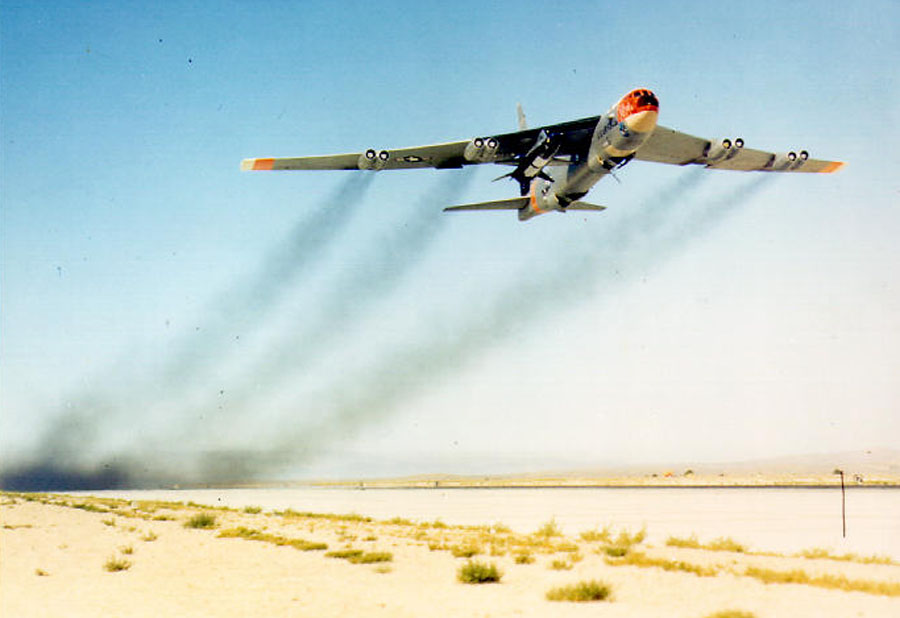
Le Balls 8 décollant pour un vol avec le X-15.

Le 10 mars 1959, le NB-52A effectue son premier vol avec le X-15, sans que celui-ci ne soit toutefois largué. Le premier largage de l'avion fusée a en effet lieu trois mois plus tard, le 8 juin 1959, mais les moteurs ne sont pas utilisés au cours du vol. Il faut attendre le 17 septembre pour le premier vol motorisé. Le X-15 dispose à l'époque de moteurs Reaction Motors XLR11 provisoires, en attendant le développement du XLR99, et le premier vol avec les moteurs définitifs a donc lieu le 15 novembre 1960.
Le X-15 est accroché sous l'aile droite de l'avion porteur et la séparation a lieu à une altitude d'environ 15 000 m, plafond opérationnel du Stratofortress. Au cours des essais, qui durent plus de neuf ans, le X-15 est largué 199 fois, 106 largages ayant lieu depuis le Balls 8,. Le 3 octobre 1967, le NB-52B est chargé d'emporter le X-15 pour son 188e vol, au cours duquel il atteint la vitesse de Mach 6,7 (plus de 7 270 km/h), établissant ainsi un record.
Le programme X-15 est arrêté en 1968, à la suite de l'accident du 15 novembre 1967, le tout dernier vol du X-15 prenant place le 24 octobre. C'est le NB-52A qui est chargé d'effectuer le dernier largage de l'avion fusée. À la suite des essais, le NB-52A est rendu à l'USAF qui le place au MASDC, à Tucson, avant qu'il ne soit mis en exposition par le Pima Air Museum,,. Le Balls 8 reste en service pour la NASA pour continuer à tester des aéronefs expérimentaux.

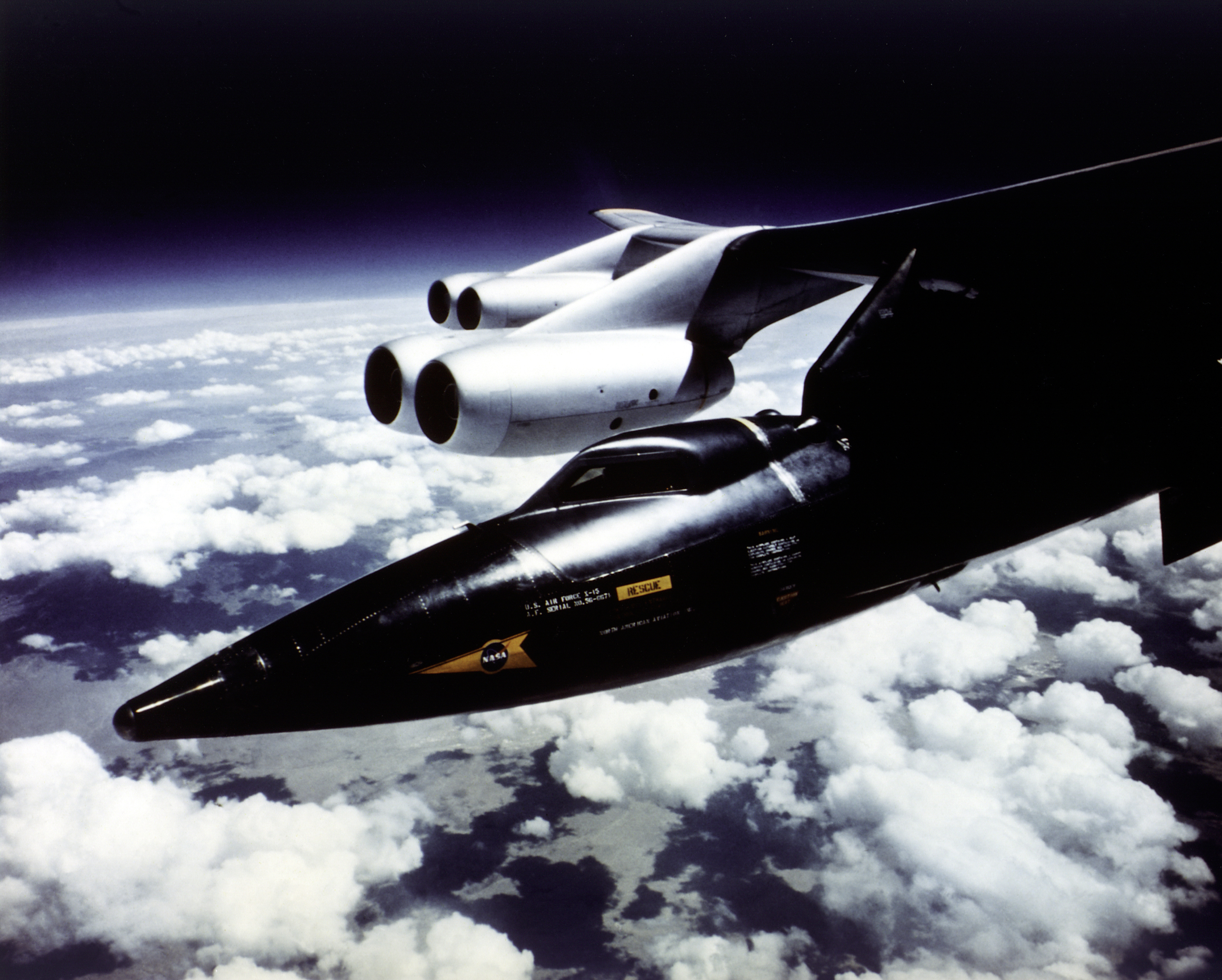
Le X-15 accroché sous l'aile d'un NB-52.
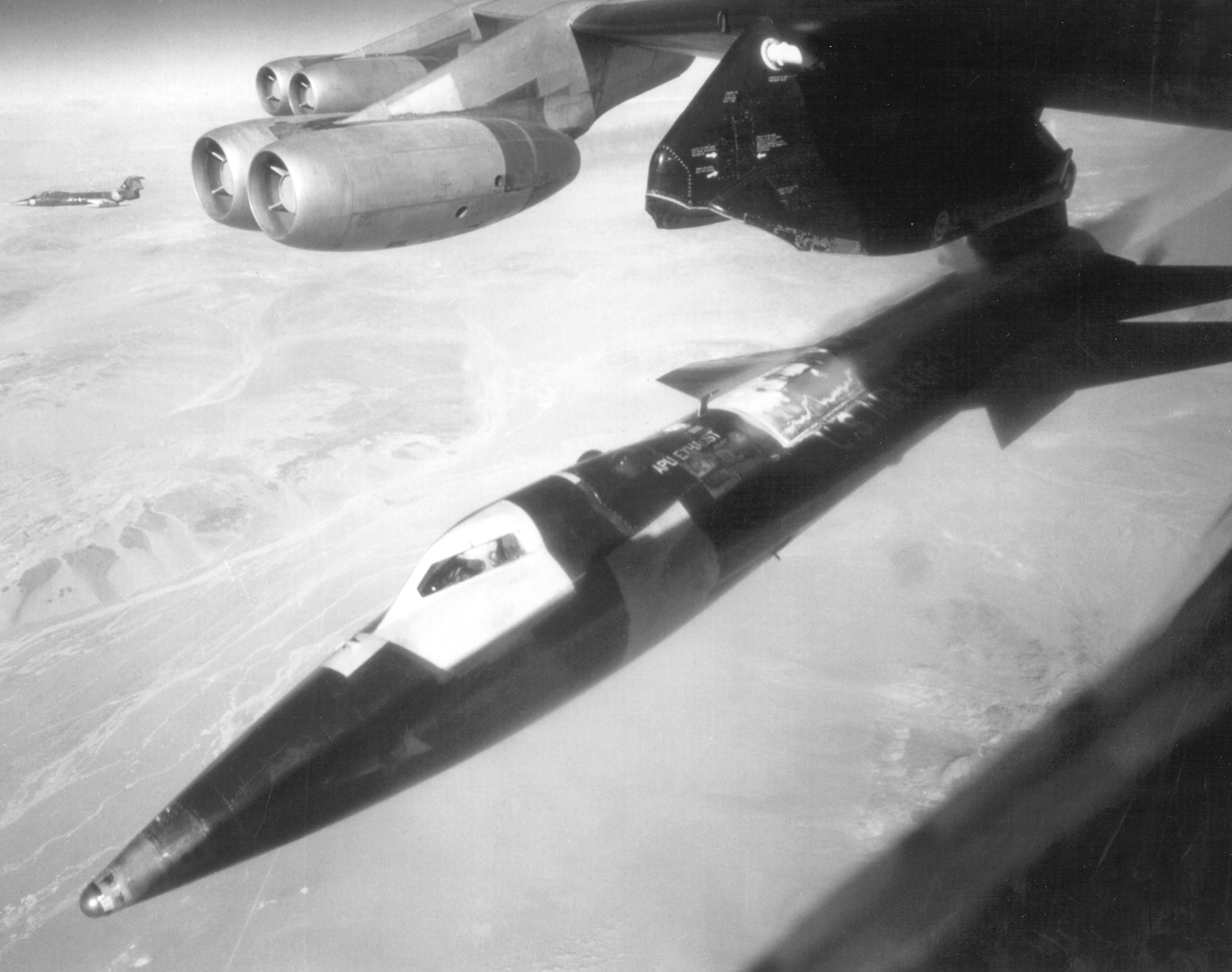
Largage du X-15.
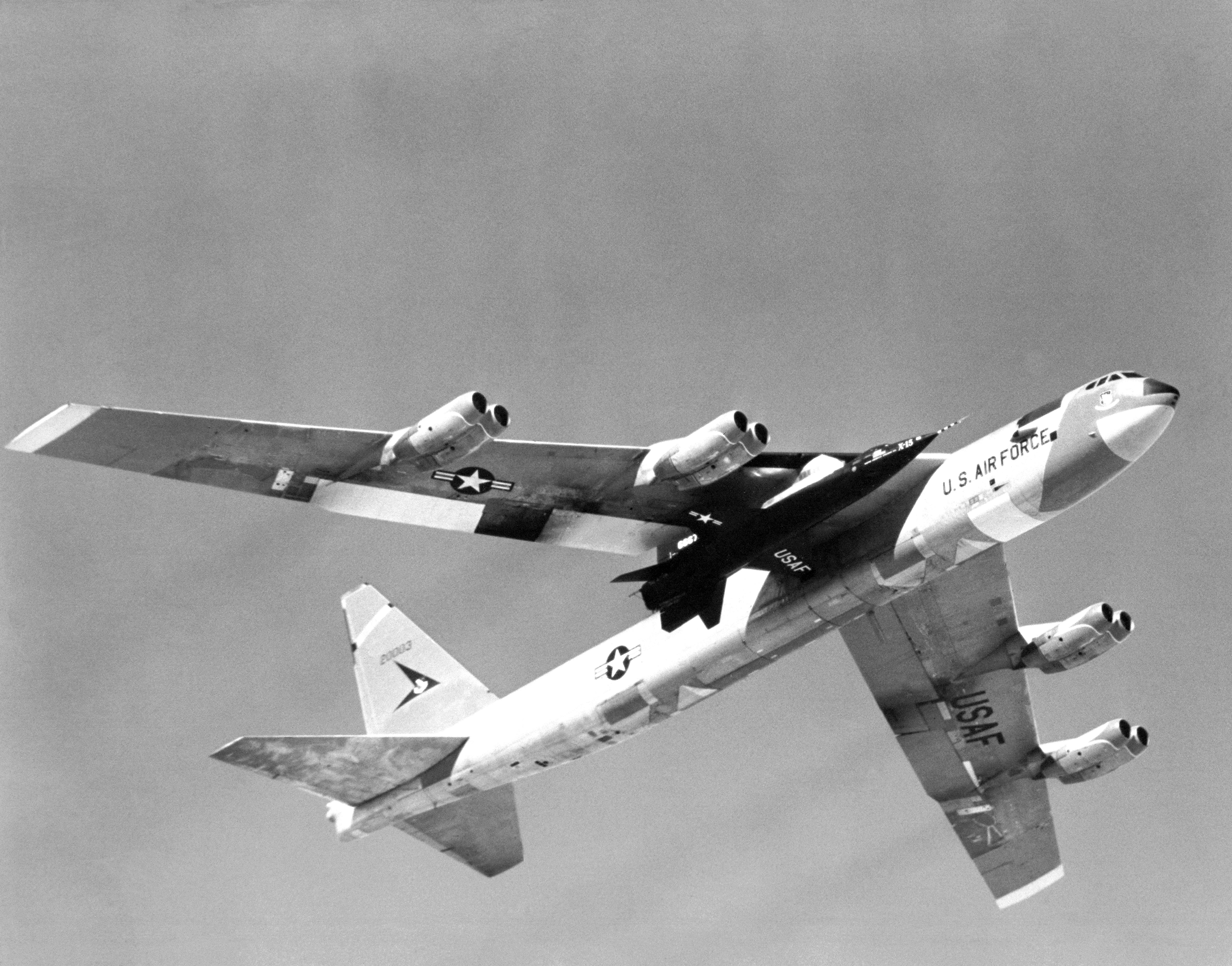
Le NB-52A 52-0003 en vol avec le X-15.

### Autres essais
Dès 1966, en plus du programme X-15, le NB-52B est utilisé pour larguer en vol des avions à corps portant,. Le premier d'entre eux est le Northrop M2-F2, qui vole le 12 juillet 1966, suivi par le HL-10 également construit par Northrop, dont les essais durent jusqu'en 1970. Le Balls 8 sert d'avion porteur pour le Martin Marietta X-24A à partir de 1969, puis pour le X-24B jusqu'en 1975. La conception du corps portant permet d'ouvrir la voie à la navette spatiale,.

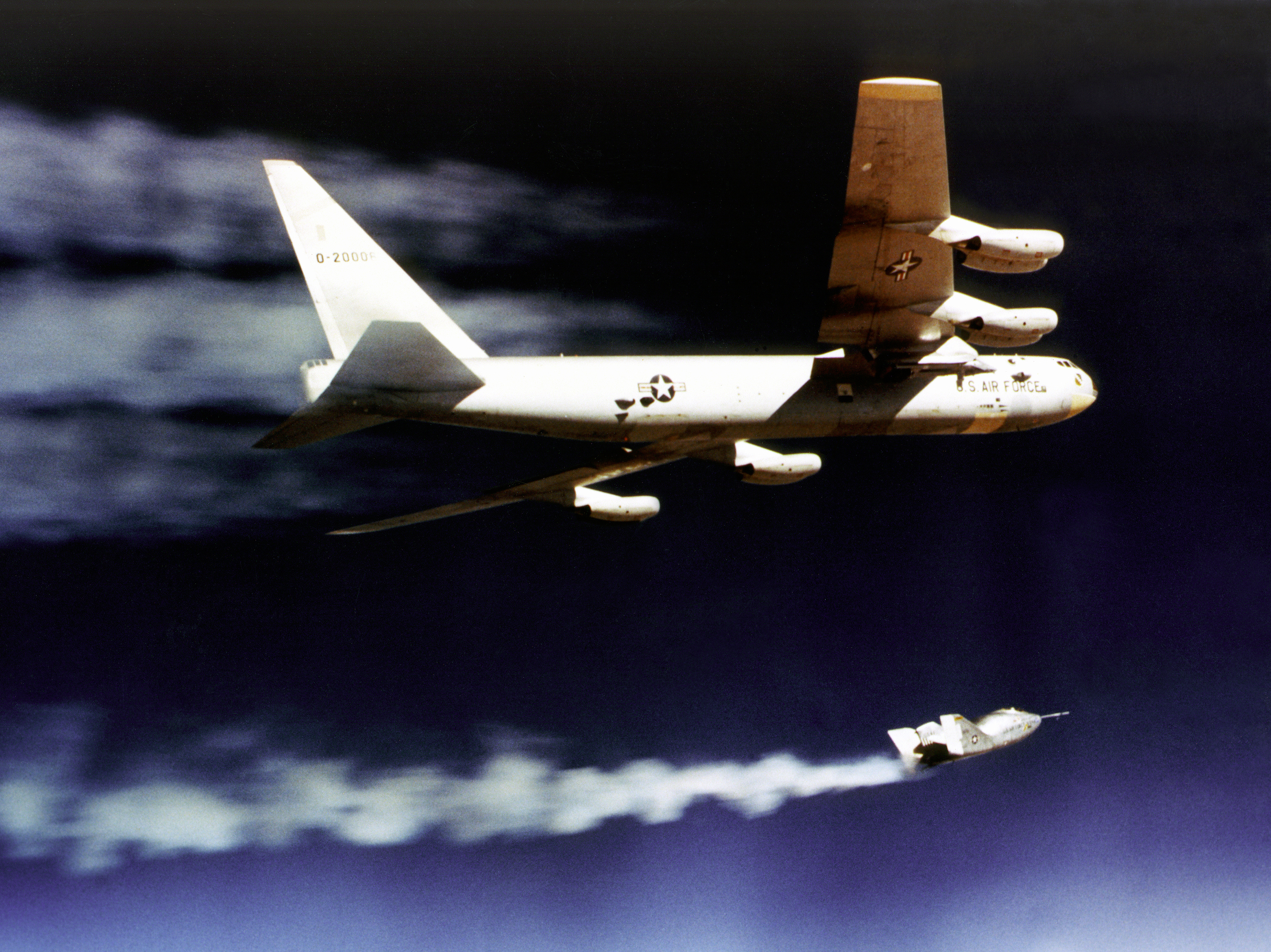
Le X-24A, après avoir été largué depuis le Balls 8.
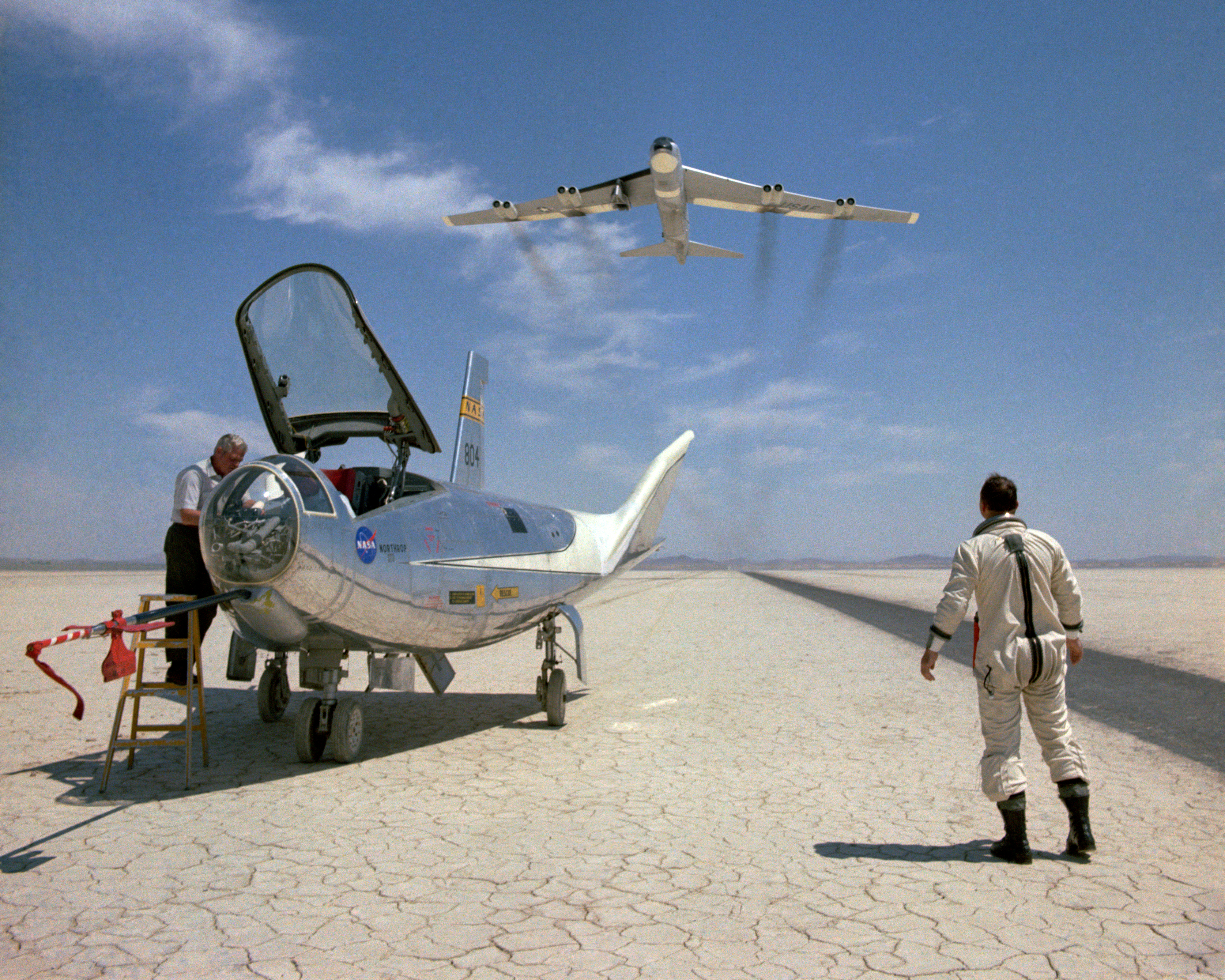
Le pilote du HL-10, William H. Dana, regardant passer le NB-52B à la suite d'un vol d'essai.
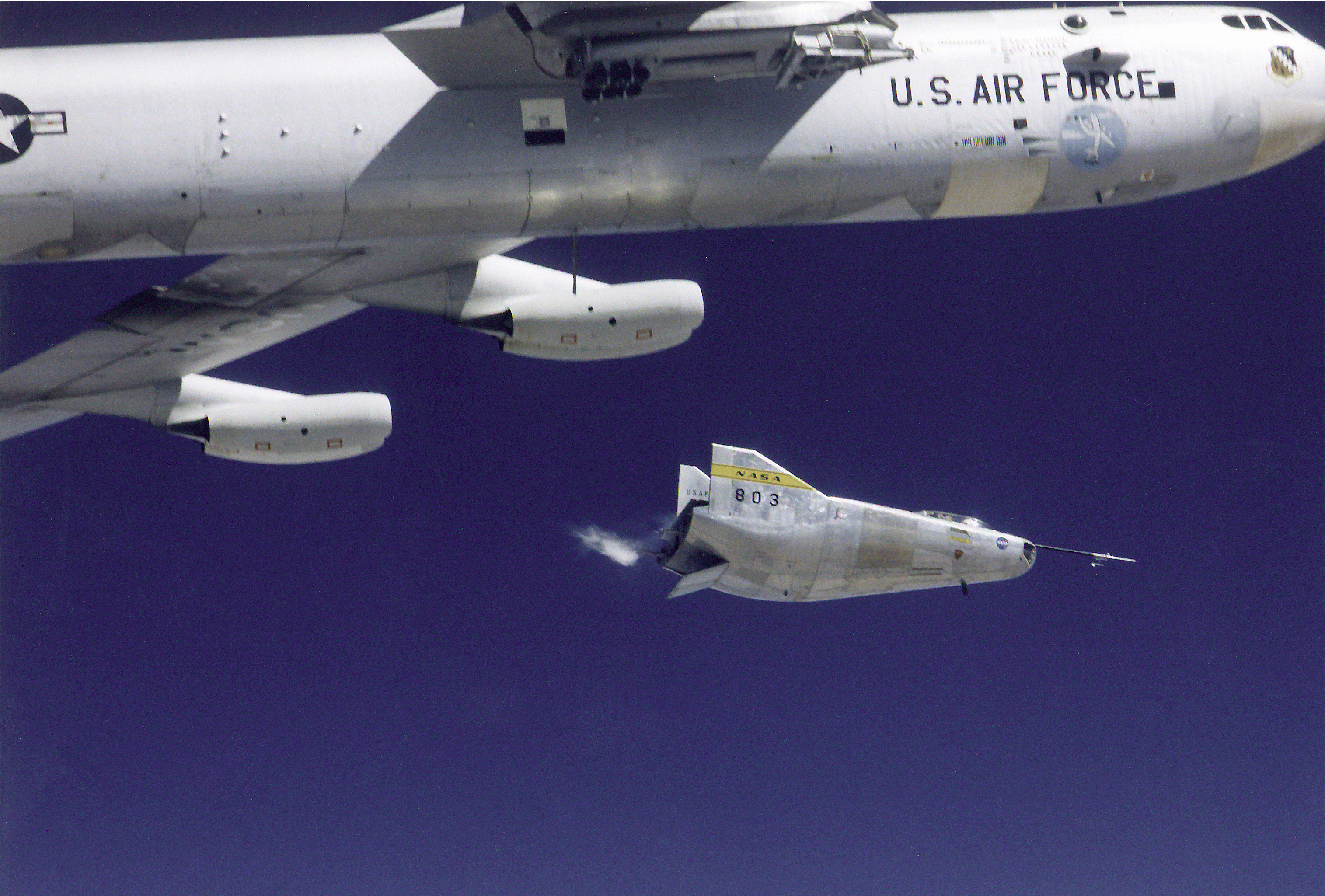
Le Northrop M2-F3, corps portant, après son largage par le Balls 8.
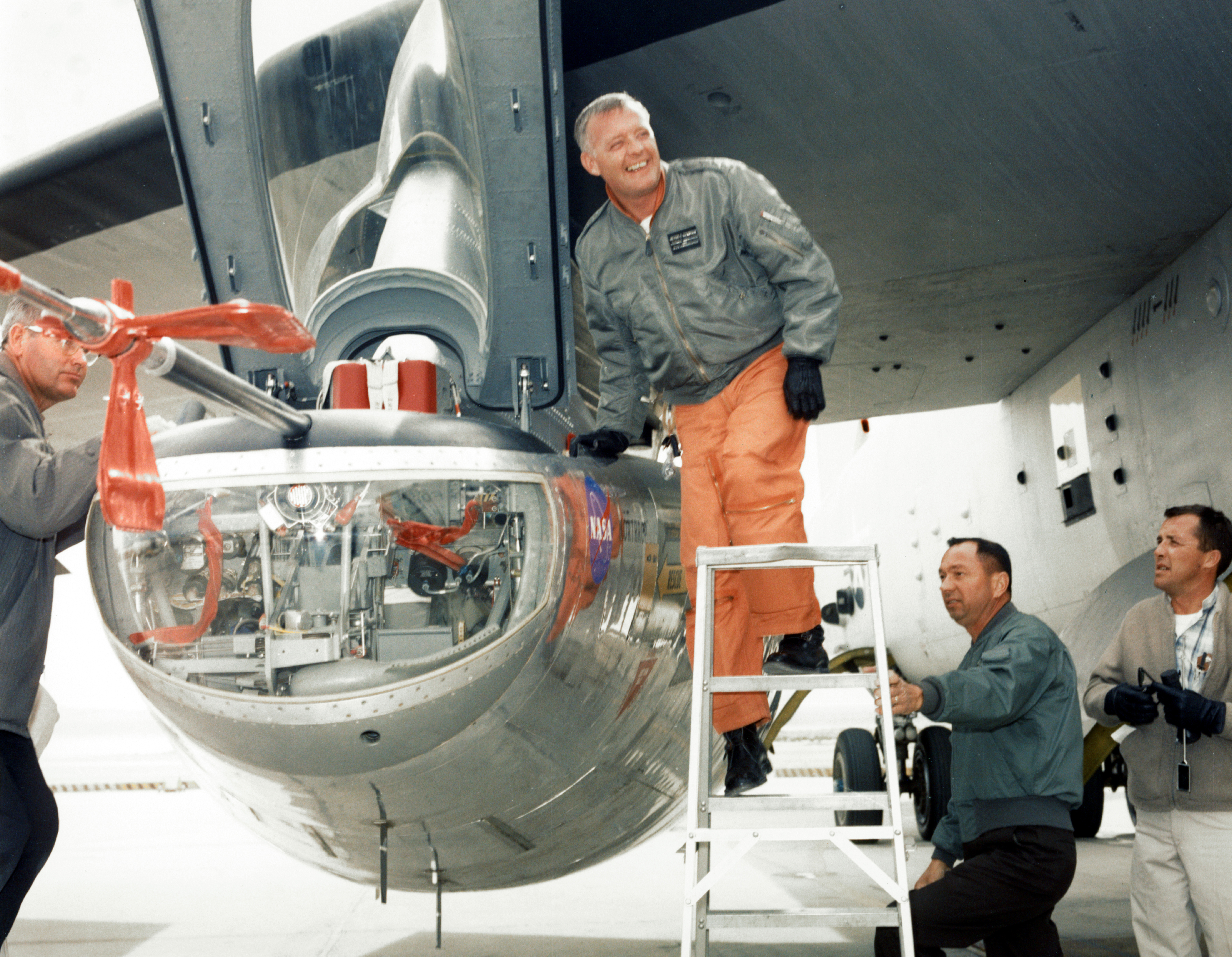
Milton Orville Thompson se préparant à embarquer dans le M2-F2 accroché sous l'aile du NB-52B.

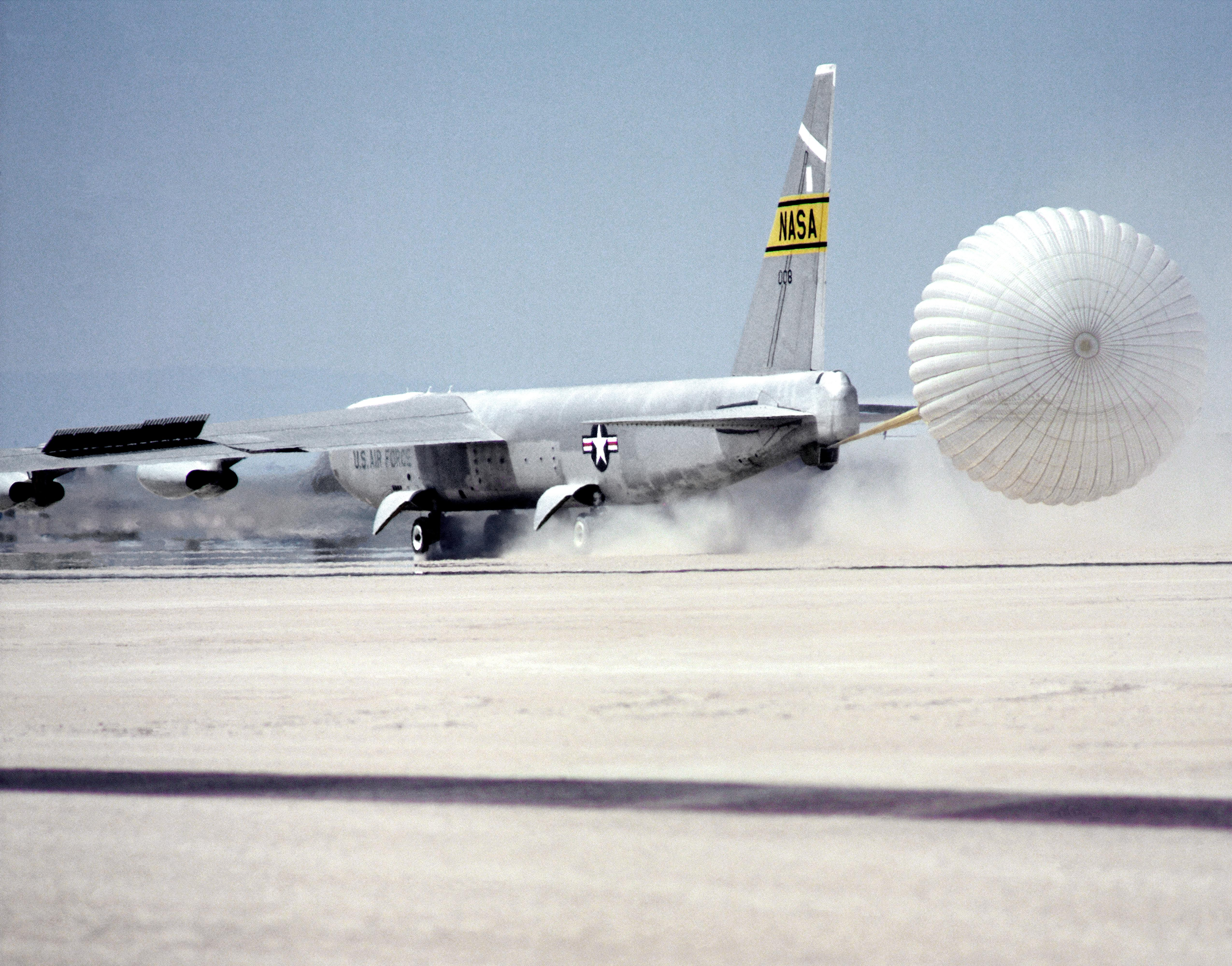
Atterrissage du Balls 8 à la base Edwards au cours d'un essai du parachute frein de la navette spatiale américaine.

À la fin des années 1970, un système de récupération par parachute des accélérateurs de la navette spatiale est testé avec le Balls 8. Des essais du même genre ont lieu entre 1983 et 1985. En 1979, l'avion est utilisé pour la certification du système d'éjection de la cabine du F-111 Aardvark et de sa récupération par parachute,. Le NB-52B sert, de 1979 à 1983, dans le cadre du programme HiMAT de la NASA, ayant pour but de développer des technologies pour les futurs avions de chasse. Le Balls 8 effectue en 1990 les essais du parachute frein de la navette spatiale américaine,. Un total de huit atterrissages a lieu, avec le parachute accroché sous l'ancienne tourelle de queue. L'appareil utilise soit la plus grande piste de la base Edwards, aménagée sur un ancien lac salé, soit une piste revêtue, ; les atterrissages ont lieu à des vitesses allant de 260 à 370 km/h.
Entre 1990 et 1994, le Balls 8 sert de plate-forme de lancement de la fusée Pegasus dont le premier lancement réussi a lieu le 5 avril 1990,. Comme pour les autres engins testés auparavant, la fusée Pegasus est accrochée sous l'aile droite du bombardier puis est larguée à une altitude de 12 000 m. À partir de 1994, c'est un L-1011 TriStar modifié qui est chargé d'emporter le lanceur spatial. À la fin des années 1990, le Balls 8 est utilisé dans le cadre du programme X-38 Crew Return Vehicle, faisant suite aux programmes d'aéronefs à corps portant. Le premier vol a lieu en mars 1998,, au cours duquel l'avion expérimental est lancé depuis le B-52 à une altitude de 13 700 m. Le programme est finalement abandonné le 29 avril 2002 pour des raisons budgétaires.

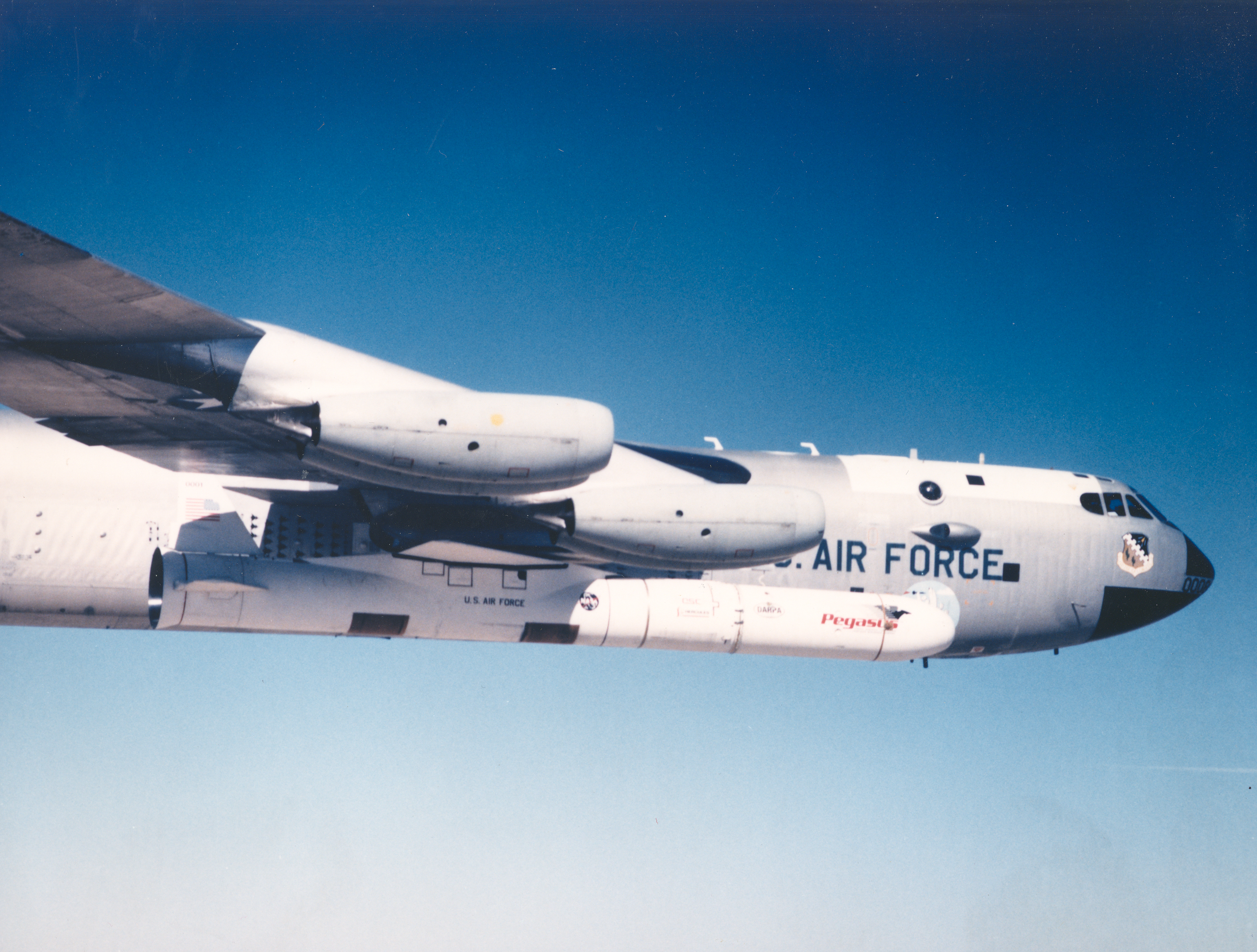
La fusée Pegasus emportée par le NB-52B.
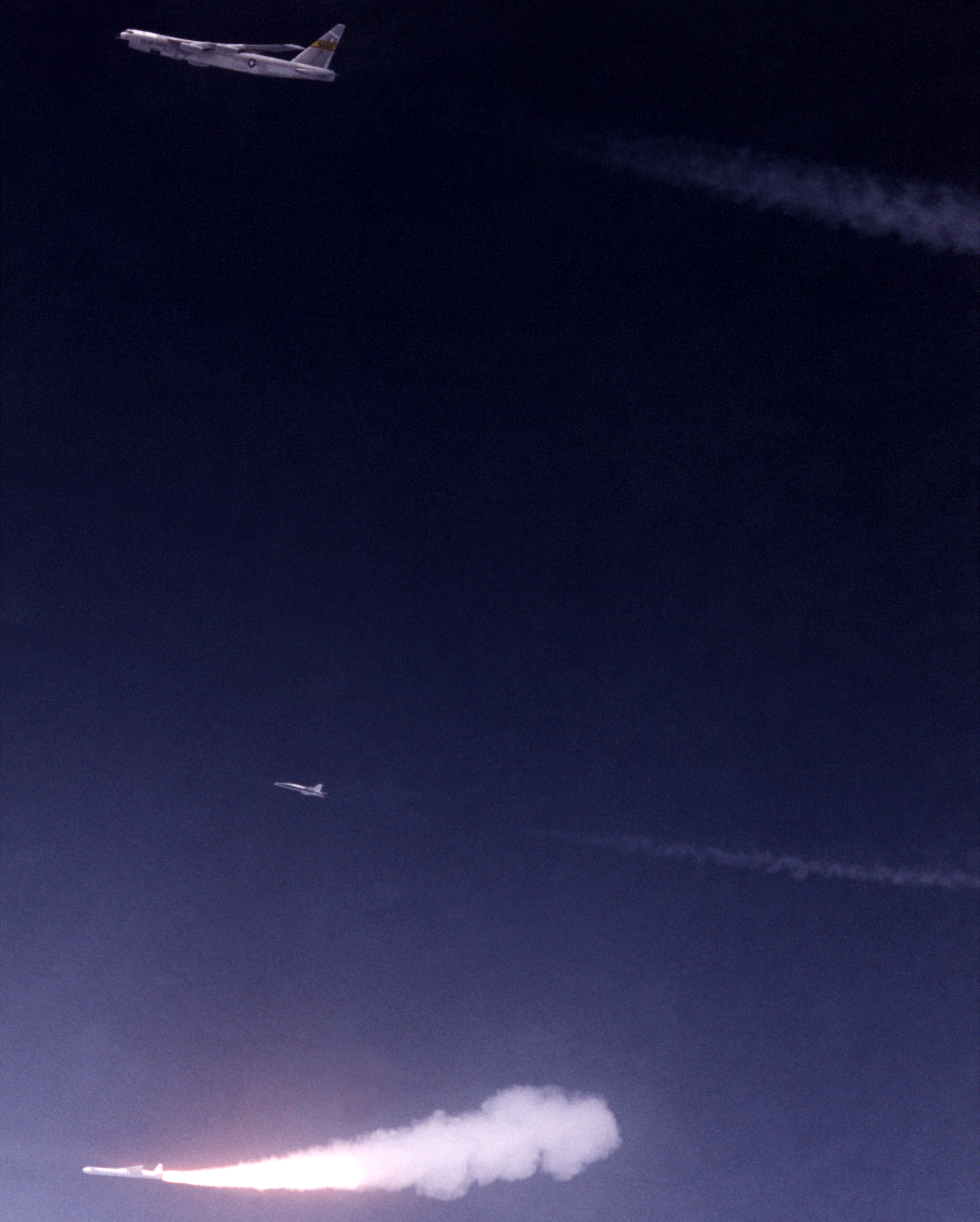
La fusée Pegasus en vol (en bas) après son largage par le Balls 8 (en haut).
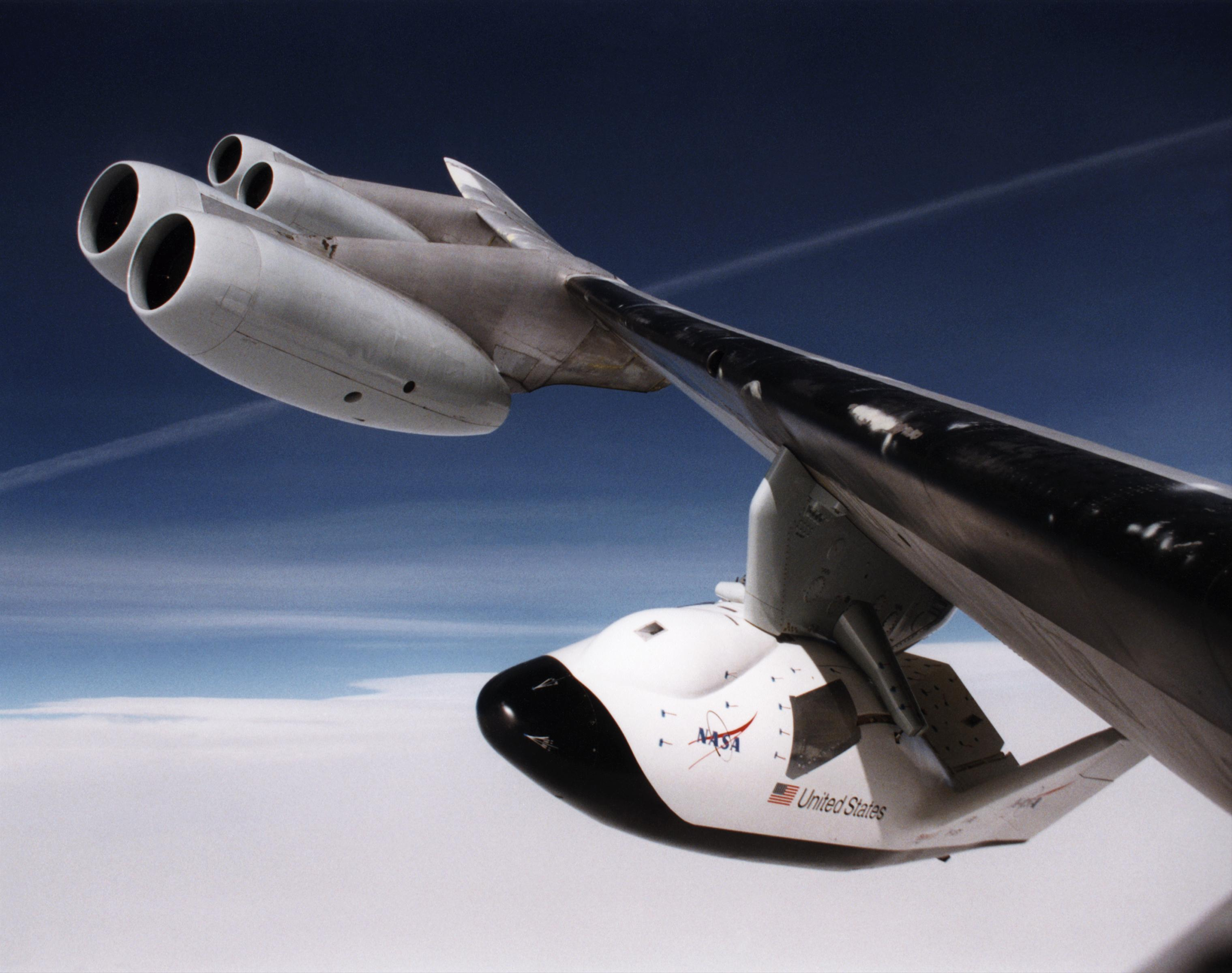
Le X-38, accroché au pylône d'emport, est visible grâce au hublot percé dans le fuselage.
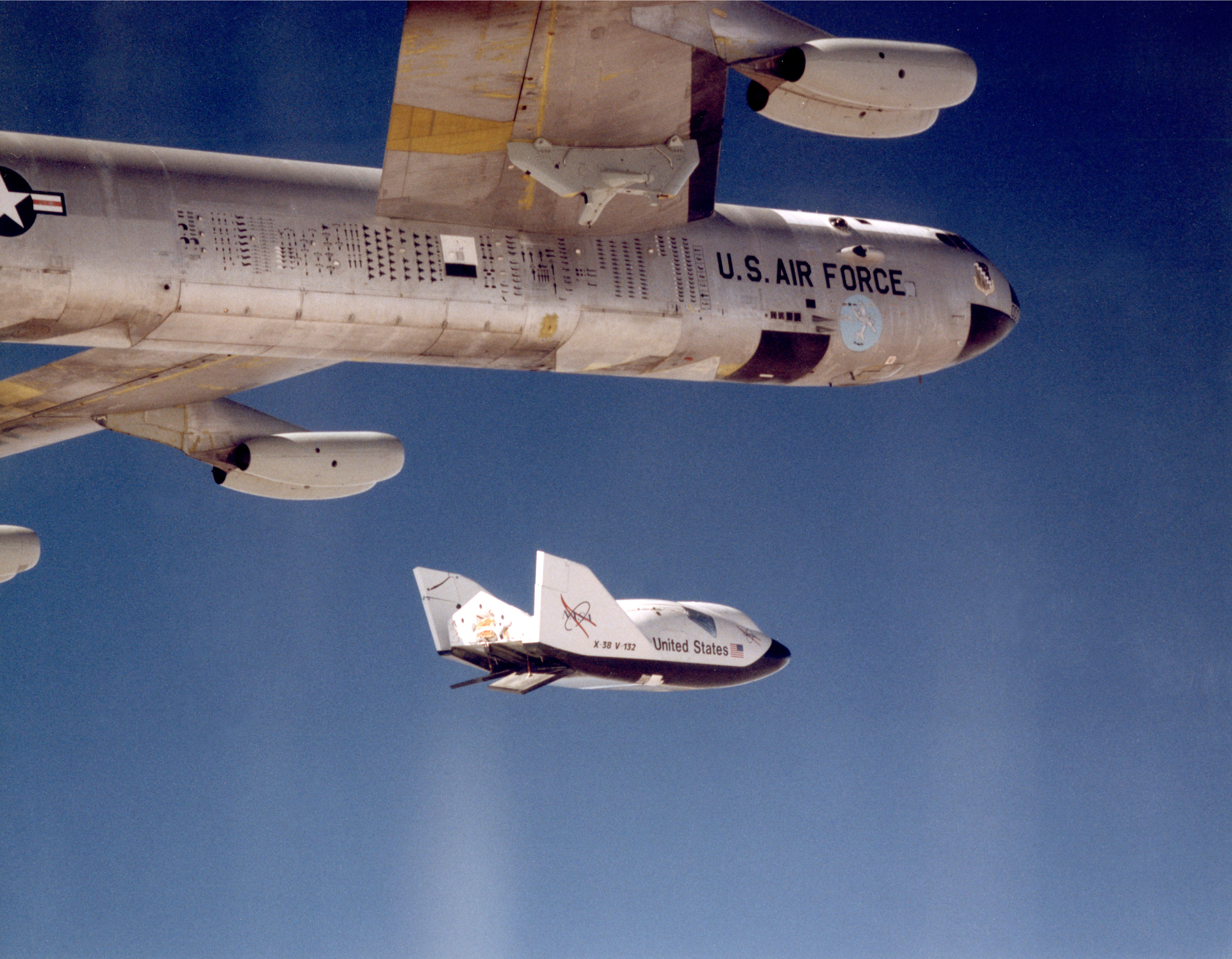
Le X-38 venant d'être largué par le Balls 8.

### X-43Scramjet

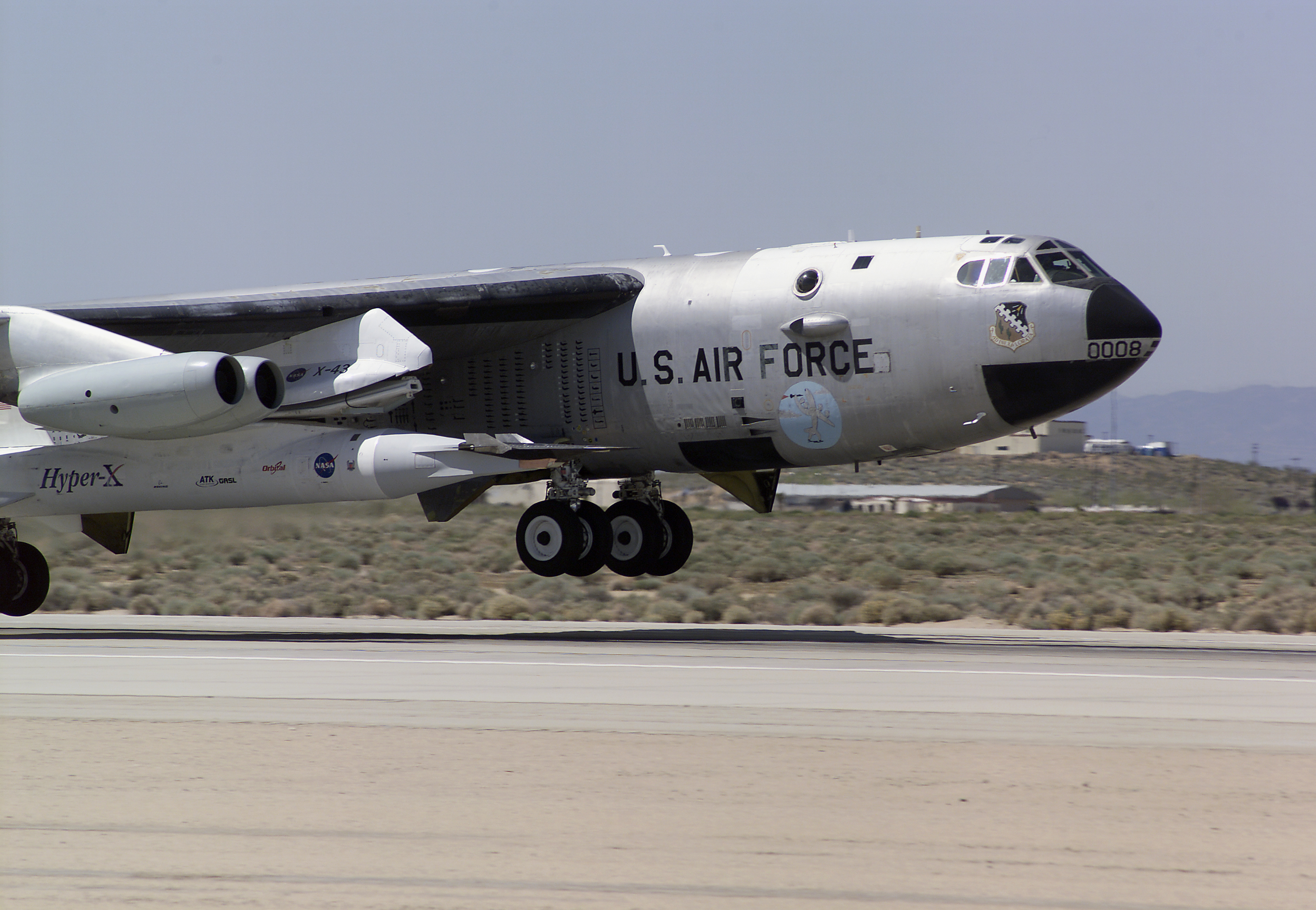
Décollage du NB-52B avec le, depuis la base Edwards, le 27 mars 2004. Ce jour-là, l'avion hypersonique établit un record à.

Un projet jugé ambitieux est lancé en 1986 par le président Ronald Reagan. Il inclut entre autres un programme d'avion à statoréacteur pouvant dépasser la vitesse de Mach 7, qui aboutit au X-43 Scramjet. Pour des problèmes de rendement du statoréacteur à faible vitesse, le X-43 est accroché au bout de la fusée Pegasus qui doit le propulser à Mach 6 et l'amener à haute altitude. L'ensemble est emporté par le Balls 8, qui a pour but de le larguer à haute altitude avec une vitesse proche de Mach 1. Le pylône d'emport utilisé est le même que pour les essais du X-15.
Le premier essai du X-43, qui a lieu le 2 juin 2001, est un échec. Ce jour-là, 11 secondes après le largage, la fusée connaît des problèmes et doit être détruite en plein vol. Un second vol est programmé pour le 27 mars 2004, au cours duquel l'avion hypersonique bat le record de vitesse en atteignant Mach 7, soit plus de 8 000 km/h. Le 16 novembre 2004, le Balls 8 emporte le X-43 et la fusée Pegasus pour la dernière fois. Le X-43 bat son précédent record en volant à Mach 9,6 (11 000 km/h), record encore d'actualité pour un engin aérobie,,,.

### Remplacement et retrait

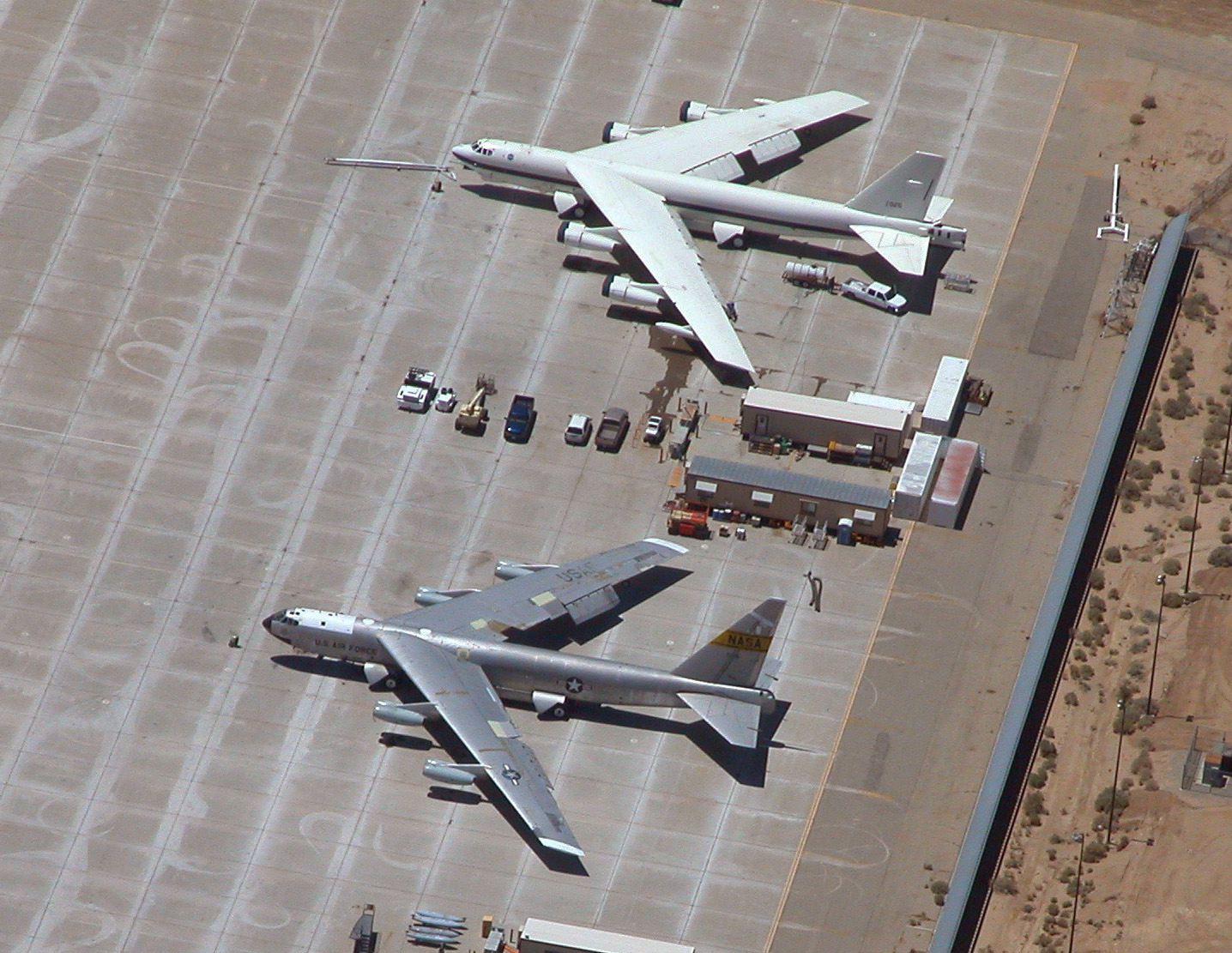
Le Balls 8 avec le NB-52H à la Edwards AFB. La découpe de l'aile droite du NB-52B est visible et seuls les volets extérieurs sont sortis.

En 2001, avec le retrait proche du Balls 8, la NASA reçoit un B-52H (serial 61-0025) provenant du 23rd Bomb Squadron du 5th Bomb Wing,. Il est modifié de manière semblable aux NB-52A et NB-52B, mais l'aile n'est pas découpée, ce qui limite l'impact sur le domaine de vol.
Après la réussite du programme X-43 et la NASA disposant du NB-52H, pour remplacer le Balls 8, ce dernier est retiré des vols d'essais, le 17 décembre 2004,. Il est, au moment de son retrait, le plus ancien B-52 en état de vol, mais aussi celui qui présente le moins d'heures de vol. Ayant effectué son premier vol en 1955, le Balls 8 compte 49 ans de carrière au cours de laquelle seulement un peu plus de 1 000 vols ont été réalisés. Il est rendu à la United States Air Force puis placé en exposition statique à la Edwards Air Force Base,,.